# Tricaprina
La tricaprina o tridecanoína es un triglicérido del ácido cáprico  y un componente del aceite MCT. Su fórmula es C
33H
62O
6.

## Aparición
La tricaprina se encuentra de forma natural en las semillas de Umbellularia californica, un árbol de madera dura originario de América del Norte.

## Producción
La tricaprina y otros triglicéridos de cadena media (MCT) se aíslan de fuentes naturales o genéticamente modificadas en la producción de aceites MCT, o se sintetizan a gran escala a través de la esterificación de ácidos grasos de cadena media con glicerol, específicamente ácido cáprico en el caso de la tricaprina. Estas reacciones de esterificación se han investigado centrándose en la catálisis enzimática como alternativa a los procesos de fabricación tradicionales que tienen lugar a alta temperatura y presión, lo que da como resultado un producto de peor calidad con bajo rendimiento. En comparación con reacciones similares utilizadas en la síntesis de otros MCT, la tricaprina tiene una tasa de conversión lenta a partir del ácido cáprico en presencia de lipozima.

## Usos
La tricaprina se utiliza como aditivo del combustible diésel  y como parte de los biodiésel actuales y especulativos.

### Farmacológico
Se ha indicado que la tricaprina es un posible fármaco para aumentar la producción de insulina y disminuir la producción de andrógenos en el cuerpo cuando se toma por vía oral. Se ha estudiado, junto con otros triglicéridos de cadena media, como una opción de tratamiento para prevenir rupturas de aneurisma aórtico abdominal, y se ha estudiado específicamente como regulador de las funciones de la membrana  y en el corazón para facilitar la lipólisis.